# Битка при Копратас
Битката при Копратас (Kopratas) е конфликт през третата диадохска война между Евмен от Кардия и Антигон I Монофталм през юни/юли 316 г. пр. Хр.
Евмен побеждава Антигон Монофталм при Копратас близо до Суза в Персия (Иран).